# 茂山あきら
茂山 あきら（しげやま あきら、1952年6月12日 - ）は、日本の狂言方大蔵流の能楽師、重要無形文化財保持者（総合認定）。本名は茂山 晃（しげやま あきら）。京都府文化功労賞受賞者。

## 来歴
1952年に 二世茂山千之丞の長男として生まれる。父および祖父の三世茂山千作に師事し、1956年、3歳の時に狂言「以呂波」のシテにて初舞台を踏む。
1975年に「三番三」、「釣狐」を披く。
1994年、「花子」を披く。
1976年に「花形狂言会」を発足させ、従兄の正義（後の五世千作）、眞吾 （後の二世七五三）兄弟とともに主宰する。古典狂言のみならず、小松左京によるSF狂言「狐と宇宙人」（1979年初演）、「木竜うるし」（1978年初演）、「死神」（1981年初演）などの新作狂言や、千年振りの復曲「袈裟求」などを演じてきた。1999年に「花形狂言会」を卒業。
また、父の影響を受けテレビ、ラジオ、新劇、実験劇に多数参加してきた。1981年にはジョナ・サルズと共に「NOHO（能法）劇団」を立ち上げ、以後西洋の現代劇と日本の古典芸能を融合した劇を上演する。2001年に狂言と新作落語のコラボレーションを行う「お米とお豆腐」を結成し、桂米朝一門の 桂文之助、作家の小佐田定雄とともに活動する。
2013年、京都府文化賞功労賞受賞。
2017年に、京都の劇場文化、地域文化の再生・発信を目的に一般社団法人アーツシード京都を代表理事あごうさとしらとともに立ち上げ、2019年6月オープンの劇場「THEATRE E9 KYOTO」の館長に就任した。